# Сподній Брник
Сподній Брник (словен. Spodnji Brnik) — поселення в общині Церклє-на-Горенськем, Горенський регіон, Словенія. Висота над рівнем моря: 366,5 м.